# Iris vicaria
Iris vicaria là một loài thực vật có hoa trong họ Diên vĩ. Loài này được Vved. miêu tả khoa học đầu tiên năm 1935.